# Constança de Castela, Duquesa de Lencastre
Constança de Castela (em castelhano:  Constanza; Castrojeriz, 1354 - Leicestershire, 24 de março de 1394) foi duquesa de Lencastre, de 1371 até à sua morte. Ela era filha de Maria de Padilla e de Pedro I de Castela.

## Primeiros anos
Constança de Castela nasceu em 1354, filha ilegítima do rei Pedro 'o Cruel' de Castela e sua amante Maria de Padilla, filha de Juan García de Padilla, 1º Senhor de Villagera. O rei Pedro conheceu a mãe de Constança, Maria, uma nobre castelhana, no verão de 1352 durante uma expedição às Astúrias para lutar contra seu meio-irmão ilegítimo, Henrique de Trastamara.  Descendia, por via paterna, dos reis de Portugal, pois a sua avó paterna, a infanta Maria de Portugal, era filha de Beatriz de Castela e de Afonso IV de Portugal, e o seu avô paterno, Afonso IX de Castela, era filho da infanta Constança de Portugal e de Fernando IV de Castela.
Eles provavelmente foram apresentados um ao outro por seu tio materno, Juan Fernández de Henestrosa. Maria estava sendo criada na casa de Isabel de Meneses, esposa de Juan Alfonso de Alburquerque. Pedro alegou ter se casado com Maria antes do nascimento de Constança, o que fez dela sua legítima filha e herdeira do trono castelhano. Em 3 de junho de 1353, ele se casou com Branca de Bourbon e três dias depois do casamento, causando um escândalo, ele a abandonou e voltou para Maria. Constança tinha três irmãos, Beatriz, nascida em 1354, Isabel nascida em 1355, e Afonso, príncipe herdeiro de Castela, que nasceu em 1359, mas morreu na infância. Sua relação durou até a morte de Maria em julho de 1361, possivelmente de peste bubônica.

## Casamento

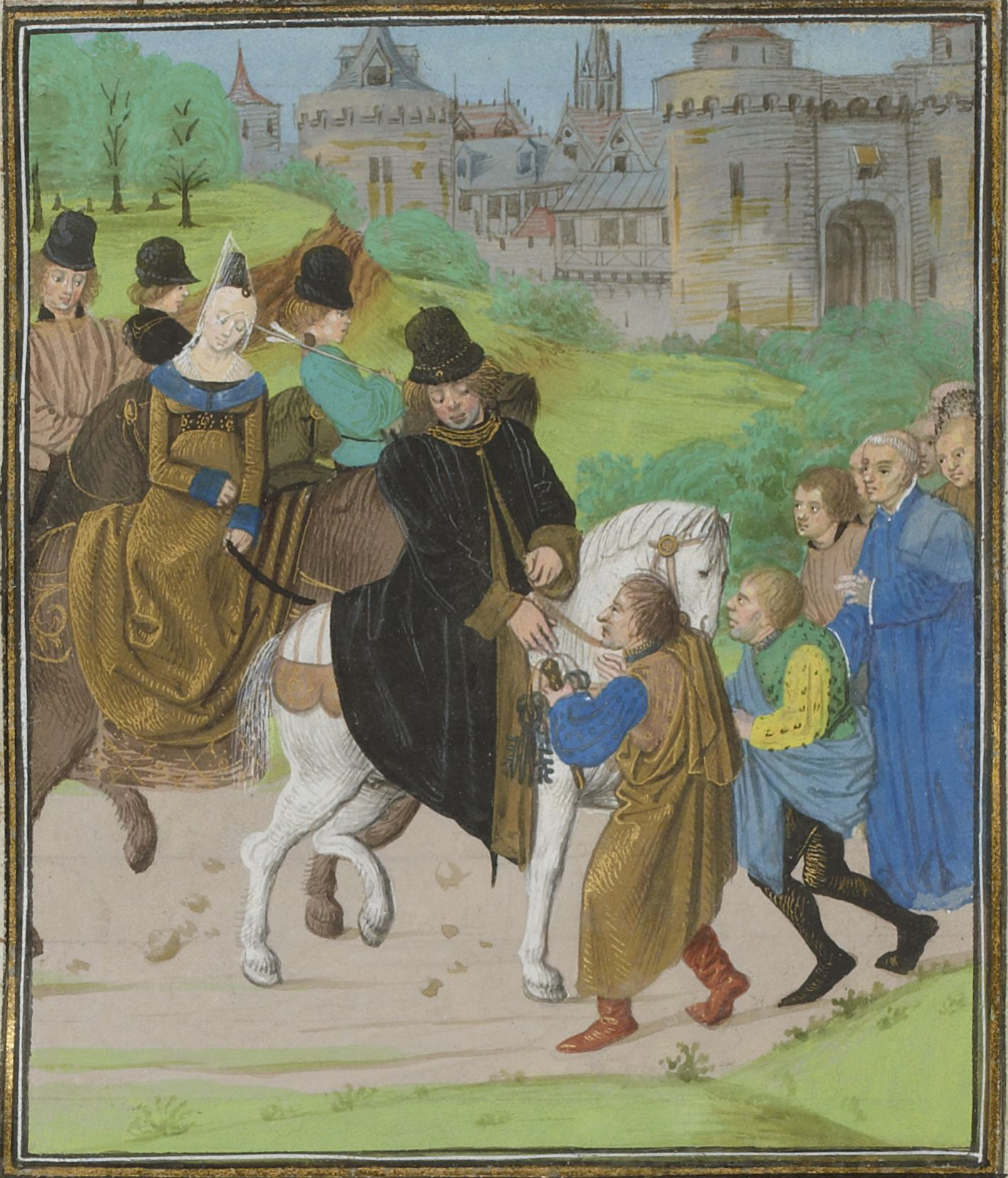
A rendição de Santiago de Compostela a João de Gante. Constança é a dama a cavalo.

Pedro deu a Eduardo um grande rubi, agora conhecido como Rubi do Príncipe Negro, que faz parte das jóias da coroa. Com a saúde a deteriorar-se, o Príncipe Negro regressou a Inglaterra. Em 1369, Pedro foi assassinado por seu meio-irmão, Henrique de Trastamara, que rapidamente assumiu o trono de Castela. O casamento deu a João uma reivindicação ao reino de Castela por direito de sua nova esposa João tinha-se proclamado Rei de Castela no dia 29 de janeiro.
Constança de Castela foi casada com o irmão mais novo viúvo do Príncipe Negro, João de Gante, Duque de Lencastre, terceiro filho sobrevivente de Eduardo III da Inglaterra e Filipa de Hainault em Roquefort, perto de Bordéus, Guienne, em 21 de setembro de 1371. A primeira esposa de João de Gante, Branca de Lencastre, havia morrido da peste três anos antes. A irmã mais nova de Constança, Isabel, casou-se com o irmão de Gante, Edmundo de Langley, Duque de Iorque, quarto filho sobrevivente do rei Eduardo III e da rainha Filipa em 11 de julho de 1372 em Wallingford, Oxfordshire.
Em 9 de fevereiro de 1372, Constança fez uma entrada cerimonial em Londres como Rainha de Castela, acompanhada por Eduardo, o Príncipe Negro, ela seguiu para o Palácio de Saboia, onde foi recebida por João de Gante, que agora se proclamou Rei de Castela e Leão. Após o seu casamento com Constança, o destino de João estava indissoluvelmente entrelaçado com o da Península Ibérica. Sob a lei espanhola, o marido de uma herdeira do trono era o rei legítimo, João empalou seus braços com os de Castela e, em 1386, ele deixou a Inglaterra em uma tentativa de reivindicar o trono castelhano à direita de sua esposa.

### Catarina Swynford
João de Gante havia começado um caso amoroso pouco antes ou depois de seu casamento com Constança, com Catarina Swynford, que havia sido governanta de suas filhas por sua primeira esposa. Os quatro filhos de Catarina Swynford e João de Gante nasceram durante o casamento de João com Constança (1373-1379). Após a morte de Constança de Castela, João de Gante casou-se com Catarina Swynford em 13 de janeiro de 1396. Os filhos de João de Gante e Catarina Swynford foram legitimados e receberam o sobrenome Beaufort, embora a legitimação especificasse que essas crianças e seus descendentes deveriam ser excluídos da sucessão real. No entanto, a família reinante Tudor era descendente desses filhos legitimados de João e Catarina.

## Guerra da Sucessão Espanhola
João de Gante partiu para a Espanha em 9 de julho de 1386 com uma grande frota, acompanhado por Constança e suas filhas e desembarcou em Corunna, no norte da Espanha, em 29 de julho. O rei reinante de Castela, primo de Constança, João de Trastamara, que havia sucedido seu pai Henrique II em 1383, posicionou seu exército na fronteira portuguesa, esperando que Gante desembarcasse ali. De agosto a outubro, João de Gante instalou sua corte em Ourense e recebeu a submissão da nobreza galega e da maioria das cidades da Galiza, mas teve dificuldade em manter seu exército unido e pagar seus soldados.

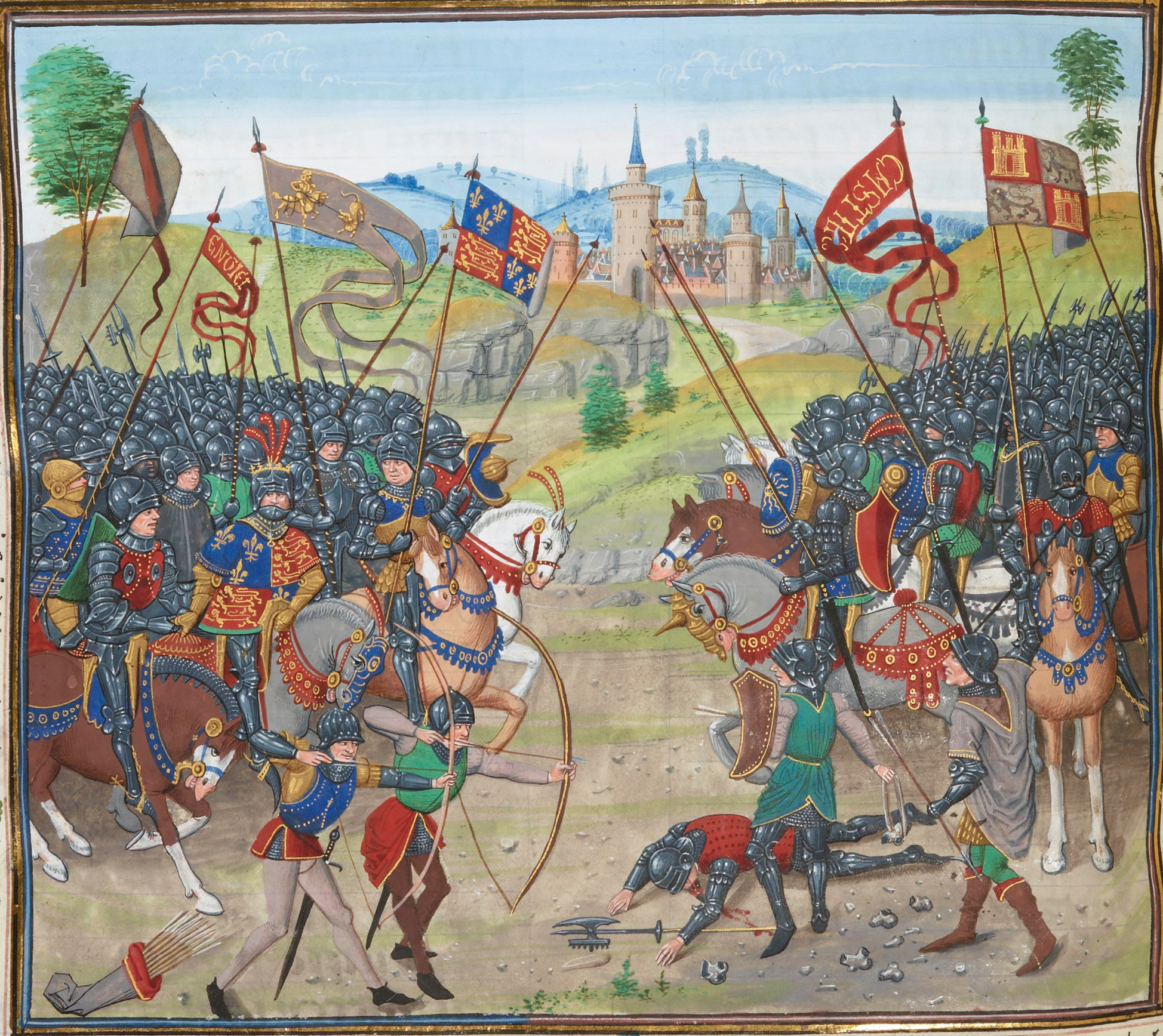
Batalha de Najera com João de Gante, o Príncipe Negro, e Pedro, o Cruel (à esquerda da imagem) contra Henrique II de Castela e os franceses.

Encontrou-se com João I de Portugal em novembro, em Ponte do Mouro, no lado sul do rio Minho, onde fizeram planos para uma invasão conjunta do centro de Castela no início de 1387.A aliança entre a Inglaterra e Portugal foi cimentada pelo casamento do rei João I de Portugal com o de Gante filha mais velha, Filipa de Lancastre. No entanto, uma grande parte do exército inglês de João de Gante sucumbiu à doença e quando a invasão foi finalmente iniciada, eles estavam em inferioridade numérica entre os portugueses. A campanha, que ocorreu de abril a junho de 1387, foi um fracasso. Muitas centenas de soldados ingleses morreram de doença ou exaustão e Gante foi forçado a retirar-se para Portugal. Após esta derrota, aceitou a proposta do rei João I de Castela de casar Catarina de Lencastre com o seu filho, o futuro rei Henrique III de Castela, desde que Constança, Duquesa de Lencastre, deve renunciar a todas as reivindicações ao trono castelhano em troca de um grande pagamento anual. Um tratado final sobre este arranjo foi ratificado em Baiona, na Gasconha, em 8 de julho de 1388. Os dois se casaram mais tarde na Catedral de Palencia.
Em 1369, o pai de Constança, o rei Pedro de Castela, foi assassinado e Henrique de Castela tomou o poder como usurpador. O casamento de Constança em 1372 com João de Gante, filho do rei Eduardo III da Inglaterra, foi uma tentativa de aliar a Inglaterra com Castela na Guerra da Sucessão Espanhola, para compensar o apoio que Henrique tinha dos franceses. Sob a lei espanhola, o marido de uma herdeira do trono era o rei legítimo, então João de Gante perseguiu a coroa de Castela com base na posição de Constança como herdeira de seu pai. João de Gante obteve o reconhecimento do Parlamento Inglês de Constança e sua reivindicação de Castela.
Quando Constança morreu em 1394, João de Gante desistiu de perseguir a coroa de Castela. Ela foi enterrada em uma igreja em Leicester; João, quando morreu, foi enterrado com sua primeira esposa, Branca.

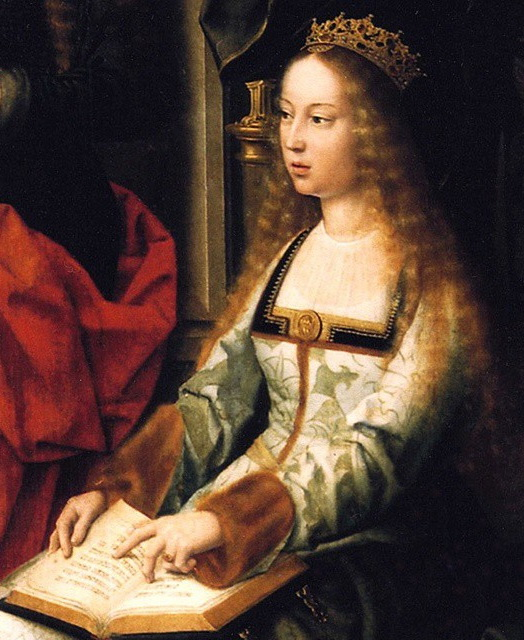
Bisneta de Constança de Castela Isabel I de Castela mãe da Rainha Joana I de Castela.

## Constança e Isabel I de Castela
Embora João de Gante tenha desistido de perseguir a coroa de Castela quando Constança morreu, João de Gante conseguiu que sua filha de Constança, Catarina de Lencastre, se casasse com Henrique III de Castela, filho do rei João I de Castela. Através deste casamento, as linhas de Pedro e Henrique foram unidas. Entre os descendentes deste casamento estavam Isabel I de Castela, que se casou com Fernando de Aragão, descendente de João de Gante através de sua primeira esposa, Branca de Lencastre. Outra descendente foi Catarina de Aragão, filha de Isabel I de Castela e Fernando de Aragão. Ela recebeu o nome de Constança e da filha de João, Catarina de Lencastre, e foi a primeira esposa e rainha consorte de Henrique VIII de Inglaterra, mãe da rainha Maria I de Inglaterra. 

## Descendência
Do casamento de Constança e de João de Gante, nasceram:
- Catarina de Lencastre ou Plantageneta (1372–1418), consorte de Henrique III de Castela
- João Plantageneta (1372-1375)

## Morte
Constança, Duquesa de Lancaster morreu no Castelo de Leicester em 24 de março de 1394 com a idade de quarenta anos e foi enterrada na Abadia de Newark em Leicester. João de Gante mais tarde se casou com sua amante Catarina Swynford, a mãe de seus quatro filhos Beaufort que haviam sido pais durante seu casamento com Constança.
Constança de Castela tornou-se bisavó de Catarina de Aragão, rainha da Inglaterra, a primeira esposa do rei Henrique VIII. Seu neto, João II de Castela (1405 - 1454), filho de Catarina de Lencastre, foi o pai de Isabel, Rainha de Castela (1451 - 1504), que se casou com Fernando II de Aragão (1452 - 1516) e se tornou a mãe de Catarina de Aragão, que foi nomeada em honra da sua bisavó inglesa, Catarina de Lencastre.
Dois anos depois, João de Gante casou-se com Catarina Swynford. João tinha cinquenta e seis anos. Catarina tinha quarenta e seis anos.  Ela não tinha poder, riqueza ou título a partir do qual João poderia se beneficiar, mas ela já tinha quatro filhos de João.

## Ancestrais

### Ancestrais de Constança
| Constança de Castela | Pai: Pedro o Cruel, Rei de Castela | Avô paterno: Afonso XI Rei de Castela                     | Bisavô paterno: Fernando IV Rei de Castela      |
| Constança de Castela | Pai: Pedro o Cruel, Rei de Castela | Avô paterno: Afonso XI Rei de Castela                     | Bisavó materna: Constança de Portugal           |
| Constança de Castela | Pai: Pedro o Cruel, Rei de Castela | Avó paterna: Maria de Portugal                            | Bisavó paterno: Afonso IV Rei de Portugal       |
| Constança de Castela | Pai: Pedro o Cruel, Rei de Castela | Avó paterna: Maria de Portugal                            | Bisavó paterna: Beatriz de Castela              |
| Constança de Castela | Mãe: Maria de Padilla              | Avô materno: Juan Garcia de Padilla, 1 duque de Villagera | Bisavô materno: Garcia Lopez Padilha            |
| Constança de Castela | Mãe: Maria de Padilla              | Avô materno: Juan Garcia de Padilla, 1 duque de Villagera | Bisavó materna:                                 |
| Constança de Castela | Mãe: Maria de Padilla              | Avó materna: Maria Gonzáles de Henestrosa                 | Bisavô materno: Fernando Gonsalés de Henestrosa |
| Constança de Castela | Mãe: Maria de Padilla              | Avó materna: Maria Gonzáles de Henestrosa                 | Bisavó materna: Maria Arias de Asturias         |